# 37. honvedska pehotna divizija (Avstro-Ogrska)
37. honvedska pehotna divizija (izvirno nemško 37. Honvéd-Infanterie-Division) je bila pehotna divizija avstro-ogrskega Honveda, ki je bila aktivna med prvo svetovno vojno.

## Poveljstvo
Poveljniki 
- Adrian Wieber: avgust 1914 - marec 1915
- Koloman Tabajdi: marec 1915 - junij 1916
- Johann Háber: junij 1916 - november 1918